# Klasztor Oratorian w Montbrison
Klasztor Oratorian w Montbrison – wzniesiony w latach 1620–1785. Od 1941 roku posiada status monument historique, w kategorii classé (zabytek o znaczeniu krajowym).

## Lokalizacja
Klasztor zlokalizowany jest przy placu d'Urfé i 13 Petite Rue de la Préfecture w miejscowości Montbrison, w departamencie Loara, w regionie Owernia-Rodan-Alpy. Budynek zajmowany jest obecnie przez podprefekturę.

## Historia
W 1620 roku rada miasta Montbrison podjęła decyzję o utworzeniu średniej szkoły męskiej. Budowę rozpoczęto w latach 1622–1624, a zakończono w 1626. Prowadzenie szkoły powierzono Oratorianom. Kierownictwo nad budową kompleksu szkolnego dzierżył asesor kryminalny Forez, Pierre Henrys. W 1626 roku kolegium rozpoczęło działalność. Przez dwa lata uczył tu słynny kaznodzieja Jean-Baptiste Massillon. Szkoła kształciła kadrę urzędniczą i sądowniczą dla miasta i regionu. Uczył się tu Jaques-Joseph Duguet, jeden z późniejszych czołowych jansenistów. Szkoła posiada renomowaną bibliotekę zawierającą 5000 dzieł, z których 932 nadal zachowało się w bibliotece Diany .
W 1640 i 1775 roku budynki szkoły zostały zniszczone w czasie pożarów. Pożar z 1775 roku spowodował konieczność całkowitej przebudowy kolegium. Pod kierownictwem architekta z Lyonu, Louisa Dubosta, w 1784 roku ukończono nowy kompleks szkolny. Kosztował 60 000 funtów, ogromną jak na ówczesne czasy sumę.
Kolegium oratoriańskie zostało zamknięte podczas rewolucji francuskiej. W 1793 roku budynki zajęła administracja powiatowa. W 1795 roku do 31 grudnia 1855 siedziba prefektury Loary (pierwszy prefekt Imbert). Od 1 stycznia 1856 roku siedziba podprefektury Montbrison.
W związku z przejęciem budynków przez administrację państwową, nastąpiła przebudowa budynków. Kościół podzielono na dwa piętra. Górna część została przeznaczona na salę tzw. „soboru generalnego”, a do wejścia do niej dobudowano klatkę schodową w kształcie podkowy. Powstają salony. Dziedziniec zamknięto bramami. Fasadom od strony ulicy dodano frontony. Od zachodniej strony prefektury, wyburzono zabudowania by uzyskać place pod ogrody. W latach 40 XIX wieku malarz Giovanni Zaccheo ozdobił hol i główną klatkę schodową.

## Opis
Budynek jest wybudowany symetrycznie na planie litery U wokół dziedzińca (sądu honorowego) skierowanego na północ. Ten ostatni zamykany jest metalową bramą z pawilonami wejściowymi na końcach. Budynek podzielony jest na trzy części: korpus centralny na tyłach dziedzińca, skrzydło wschodnie i skrzydło zachodnie. Korpus centralny wysunięty jest nieco w stronę zachodnią, zamykając kolejny dziedziniec (dziedziniec portierski). Z tyłu budynku (od strony południowej) znajduje się trawnik z kilkoma pojedynczymi drzewami. Ogród ten położony jest na wale, wyniesiony w stosunku do przylegających do niego ulic, natomiast z drugiej strony wejście do podprefektury znajduje się na poziomie ulicy. Od strony zachodniej, za dziedzińcem portierni, znajdował się także ogród warzywny.
Ściany zbudowane są z granitu łączonego z kamieniem gruzowym pokrytym powłoką.
Cały budynek pokryty jest dachem dwuspadowym, dachówką pustakową. Pod dachem znajduje się formowany gzyms, z wyjątkiem tylnej części przedłużenia korpusu centralnego, którego zwieńczeniem jest genuza. Pawilony wejściowe przykryte są wielospadowym dachem wykonanym z dachówek szylkretowych.
Od strony dziedzińca fasada ma siedem przęseł, z których trzy środkowe tworzą kolosalny ryzalit dorycki, z pilastrami wypukłymi na parterze, następnie żłobkowanymi na wyższych kondygnacjach i podtrzymującymi fronton na wyższych. Widnieją napisy złotymi metalizowanymi literami: R(épublique) F(française) i poniżej LIBERTÉ ÉGALITÉ FRATERNITÉ). Drzwi główne znajdują się na parterze, pośrodku ryzalitu. Całość wspierana jest przez bliźniacze konsole. Okna podkreślone są płaską kamienną ramą, a na pierwszym piętrze wyposażone są w okapnik.
Wejście główne znajduje się pośrodku korpusu centralnego, prowadzi do holu głównego, składającego się z przedsionka i wielkiej klatki schodowej. Klatka schodowa wybudowana po rewolucji francuskiej. Balustrada schodów pochodzi z lat 1795–1799, stworzona w stylu Directoire, wykonana została z kutego żelaza. Dekoracja klatki schodowej pochodzi z lat 40. XIX wieku.
Z holu głównego jedne drzwi prowadzą do „pokoju różowego” a stamtąd do ogrodu; do salonu dużego, tzw. „salon Napoleona” i kilku mniejszych biur. Drugie drzwi prowadzą do ogrodu i wschodniej części korpusu centralnego. Na pierwszym piętrze znajdowały się biura podprefekta i jego apartamenty.
Od strony ogrodu fasada posiada piętnaście przęseł (trzynaście w części głównej, dwa w dobudówce). Trzy środkowe przęsła części głównej tworzą ryzalit nieuporządkowany, zwieńczony frontonem. Na parterze wnęka środkowa ma półkoliste drzwi łukowe. Na pierwszym piętrze drzwi prowadzą na mały balkon z balustradami z kutego żelaza.
Wschodnie skrzydło kompleksu to dawny kościół. Na parterze znajdują się drzwi z XVIII wieku prowadzące na rue de Palais-de-Justice. Sala narad generalnych zajmuje pierwsze piętro (odrestaurowana). Motywy dekoracyjne posiadają cechy symboli monarchistycznych i republikańskich. Parter tworzą trzy sale, posiadają sklepienia krzyżowe.